# Craspedolobium
Craspedolobium Harms – rodzaj roślin z rodziny bobowatych (Fabaceae). Według The Plant List obejmuje 2 gatunki. 

## Systematyka
Pozycja według APweb (aktualizowany system APG III z 2009)
Jeden z rodzajów plemienia Millettieae z podrodziny bobowatych właściwych (Faboideae) z rodziny bobowatych (Fabaceae) należącej do rzędu bobowców (Fabales) reprezentującego dwuliścienne właściwe.
Wykaz gatunków
| - Craspedolobium schochii Harms - Craspedolobium unijugum (Gagnep.) Z. Wei & Pedley |